# デッドゾーン (映画)
『デッドゾーン』（原題：The Dead Zone）は1983年にデヴィッド・クローネンバーグ監督で製作されたスティーヴン・キングの小説『デッド・ゾーン』（原題：The Dead Zone）を原作としたサスペンス映画。
特殊な能力に目覚めてしまった一人の男の孤独な生と死を描く。原作にあるジョニー・スミスとグレッグ・スティルソンの視点の内、ジョニー・スミスの視点に絞った構成になっている。

## あらすじ
ジョニー・スミス（クリストファー・ウォーケン）はニューイングランドの若き教師であり、同僚のサラ（ブルック・アダムス）と恋愛関係にあった。ある晩ジョニーはサラとのデートの後、大きな自動車事故に巻き込まれ、昏睡状態に陥った。神経科医ウイザック（ハーバート・ロム）の治療の下で、ジョニーは昏睡から目覚める。彼の身体にはギプスや包帯、また目立つ傷跡はまったくなかったが、それは彼が意識を失ってから5年もの歳月が経っていたためであり、恋人のサラもすでにほかの男性と結婚して子供がいることを知り彼は愕然とする。
ジョニーは事故の影響により、他人の過去や現在、未来の秘密を、その人に触れることによって知覚できるという超能力を手に入れる。看護師の家の火事や、第二次大戦中に死んだと思われていたウイザック医師の母の所在を透視した事で、ウイザック医師はジョニーの超能力を信じるに至る。そして超能力はTV放映され、ジョニーの人生はそれまでとは変ってしまった。
そんなある日、ジョニーの家に訪れたバナーマン保安官（トム・スケリット）に、連続強姦殺人事件の解決にその能力を活かしてほしいと頼まれる。一度は断ったジョニーだが、バナーマン保安官の必死の捜査をTVで観て協力を申し出る。そして再び起こった殺人事件の現場で犯人を透視し事件を解決する。ジョニーは実家を離れ、他所の町で家庭教師をはじめる。そして教え子がアイスホッケー中に事故死するビジョンを見、教え子はアイスホッケーに参加せず死を逃れる。
新進の地元政治家グレッグ・スティルソン（マーティン・シーン）の演説会がジョニーの家の前の公園で行われ、そこにスティルソンの応援をするサラを見つけたジョニーは会場に迷い込む。偶然スティルソンと握手したジョニーは、スティルソンがいつの日かアメリカ合衆国大統領に選出された後、歴史に名を残したいとの誘惑から、有事の際に外交で解決を探らないまま、側近の将軍を叱咤して核ミサイルのボタンを押すビジョンを見てしまう。
ウイザック医師はジョニーが教え子を救った事から、ジョニーが予知した未来は変える事ができるのではないかと分析する。ウイザック医師に、「もしヒトラーが台頭する前のドイツに行けたなら、あなたはどうするか」と尋ねるジョニーは、「命にかえてもヒトラーを殺す」という答えを得て、超能力を与えてくれた運命の神に感謝し、未来を変えるべくスティルソンの暗殺を決意する。
ライフル銃を手にスティルソンの演説会場に乗り込んだジョニーであったが、暗殺は失敗し、スティルソンは無傷で助かり、ジョニーは致命傷を負ってしまう。しかし、ジョニーに銃を向けられた瞬間、スティルソンがサラの子どもを奪い人間の盾として利用しようとした写真が撮られていた。瀕死で横たわるジョニーに、スティルソンが掴みかかる。そのときジョニーには、ニューズウィーク誌の表紙となったその卑劣な行為と、スキャンダルにやつれ自殺するスティルソンという最後のビジョンがみえた。ジョニーは満足し、スティルソンに「あなたは破滅する」と告げる。スティルソンは激昂し会場を出ていき、残されたジョニーは「なぜ？」と涙ながらに問うサラの腕の中で「これで良いんだ。」と満足げに答え、息絶えた。

## キャスト
- クリストファー・ウォーケン - ジョニー・スミス（英語版）（主人公、高校教師）
- ブルック・アダムス - サラ・ブラックネル（主人公のフィアンセ）
- トム・スケリット - バナーマン保安官（主人公に「能力」を人のために役立てることを薦める）
- ハーバート・ロム- サム・ウイザック（主人公の主治医）
- アンソニー・ザーブ - ロジャー・スチュアート（地方の有力者で、ジョニーの教え子の父親）
- マーティン・シーン - グレッグ・スティルソン（新進の政治家、ジョニーのビジョンでは世界を破滅に導く）
- コリーン・デューハースト - ヘンリエッタ・ダッド
- ジャッキー・バロウズ - ヴェラ

## 日本語吹替
| 役名         | 俳優                       | 日本語吹替   | 日本語吹替 |
| 役名         | 俳優                       | テレビ朝日版 |            |
| ------------ | -------------------------- | ------------ | ---------- |
| ジョニー     | クリストファー・ウォーケン | 野沢那智     |            |
| サラ         | ブルック・アダムス         | 土井美加     |            |
| スティルソン | マーティン・シーン         | 富山敬       |            |
| ウイザック   | ハーバート・ロム           | 内田稔       |            |
| バナーマン   | トム・スケリット           | 坂口芳貞     |            |
| ロジャー     | アンソニー・ザーブ         | 小林修       |            |
| ヘンリエッタ | コリーン・デューハースト   | 麻生美代子   |            |
| フランク     | ニコラス・キャンベル       | 大滝進矢     |            |
| ハーブ       | ショーン・サリヴァン       | 宮内幸平     |            |
| ヴェラ       | ジャッキー・バロウズ       | 瀬能礼子     |            |

- テレビ朝日版：初回放送1989年11月26日『日曜洋画劇場』※キングレコードより発売のDVDに収録（リピート放送版ゆえ音声欠落があり、初回放送版ではない）
  - 制作：東北新社、演出：伊達康将、翻訳：平田勝茂、調整：小野敦志、プロデューサー：圓井一夫

## 作品解説
この作品の映画化を持ちかけられたクローネンバーグは『ビデオドローム』の仕上げ段階にあり、これまでの自らの作品と同じテーマを感じ監督する事を受けた。原作者キングは当初、主役にビル・マーレイを望んだが、クリストファー・ウォーケンは原作の持つ悲劇的要素を演じきった。
主人公のジョニー・スミスの元恋人であるサラがスティルソンの選挙運動の協力者として現れるが、これは原作にない設定である。また映画では主人公が超能力について「今は神の恵みだと思っている」という台詞があるが、原作ではない。

## 評価・影響
レビュー・アグリゲーターのRotten Tomatoesでは48件のレビューで支持率は90%、平均点は7.60/10となった。Metacriticでは8件のレビューを基に加重平均値が69/100となった。
この映画はデヴィッド・クローネンバーグの監督としてのキャリアのターニングポイントになったと評価された。この映画の（興行的）成功と（作品に対する）好意的な評価は、クローネンバーグに1986年の映画『ザ・フライ』のような大きな作品の仕事をもたらした。
この映画は（公開当時）クローネンバーグの以前の作品を評価していたロジャー・イーバートによって公正に評価され、星3つと半分を獲得した。またスティーヴン・キングも、自らの小説をオリジナルとする映画の中でも好きな作品であると認めており、「デヴィッドは僕が思いつきもしなかった素晴らしいアイデアを付け加えてくれた」とも語っている。
各国での高評価にもかかわらず、日本では完成から2年後の第1回東京国際映画祭で限定上映された後、更に2年後の1987年にミニシアターのみの封切りとなった。

## 賞歴
- 1984年第12回アボリアッツ・ファンタスティック映画祭
  - 批評家賞受賞
  - 黄金のアンテナ賞受賞
  - ヒッチコック・サスペンス映画賞受賞
- 1983年度第11回サターン賞
  - ホラー映画賞受賞

## トリビア
- 保安官助手のフランクが猟奇殺人を行なう東屋ガゼボは、カナダオンタリオ州ナイアガラ・オン・ザ・レークにある公園の永久的な構造物である。映画のために作られたものだったが、その後街に寄贈され、結婚式が行われることもある。
- スティーヴン・キングが希望したジョニー・スミスはビル・マーレイだった。
- 音楽を担当したマイケル・ケイメンはロンドンの自宅で劇判を作曲中、近所の人たちから苦情を受けた。
- ジョニーが最初の予知をする火事の場面で、女の子の部屋に小さなE.T.の人形置いてあり、ユニヴァーサル映画から訴訟寸前になった。結局、この場面をクローネンバーグが撮り直しすることで難を逃れた。
- ジョニーが冒頭で朗読している詩はエドガー・アラン・ポーの「大鴉」である。またジョニーはこのシーンで教え子たちにスリーピー・ホロウを読むように薦めている。後年、クリストファー・ウォーケンはこの映画の首なし騎士を演じた。
- 原作にある少年時代のジョニーがアイスホッケーで頭部を負傷するプロローグと、グレッグ・スティルソンが核のボタンを押す部屋にジョニーが立っているシーンは実際に撮影されたが最終的にカットされた。
- クリストファー・ウォーケンは、サタデー・ナイト・ライブのコント（スケッチ）で自らの役柄のパロディを演じた。
- グレグ・スティルソンが赤ん坊を盾にしているのをスクープしているカメラマンは、演者マーティン・シーンの実の息子、ラモン・エステベス・ジュニアである。
- バナーマン保安官役のトム・スケリットはテレビドラマ版デッドゾーンの最終回にハーブ・スミス（ジョン・スミスの父親）役としてゲスト出演した。